# Кудри
Кудри (пол. Kudry) — село в Польщі, у гміні Яблонь Парчівського повіту Люблінського воєводства. Населення — 75 осіб (2011).

## Історія
У часи входження до складу Російської імперії належало до Радинського повіту Сідлецької губернії.
За даними етнографічної експедиції 1869—1870 років під керівництвом Павла Чубинського, у селі здебільшого проживали греко-католики, усе населення розмовляло українською мовою.
У 1975—1998 роках село належало до Білопідляського воєводства.

## Демографія
Демографічна структура станом на 31 березня 2011 року:
|          | Загалом | Допрацездатний вік | Працездатний вік | Постпрацездатний вік |
| -------- | ------- | ------------------ | ---------------- | -------------------- |
| Чоловіки | 43      | 6                  | 27               | 10                   |
| Жінки    | 32      | 6                  | 14               | 12                   |
| Разом    | 75      | 12                 | 41               | 22                   |